# Bongo (album)
 For alternative betydninger, se Bongo. (Se også artikler, som begynder med Bongo)
Bongo er et musikalbum, som er skabt i et samarbejde mellem flere kunstnere, der er gået sammen under navnet Bongo, heriblandt Michael Hardinger og Rasmus Schwenger. Pladen udkom på CD i 1999.

## Spor
| #   | Titel                            | Længde |
| --- | -------------------------------- | ------ |
| 1.  | "Anne Sofie"                     | 3:08   |
| 2.  | "Checkpoint Charlie"             | 3:43   |
| 3.  | "Plads til dig"                  | 4:06   |
| 4.  | "Madonna & Tom Cruise"           | 4:26   |
| 5.  | "Chinese Girl"                   | 3:30   |
| 6.  | "Rådhuspladsen"                  | 3:55   |
| 7.  | "Devil's Run"                    | 3:25   |
| 8.  | "The Burgersong"                 | 3:42   |
| 9.  | "Bongo synger Kim Larsen"        | 0:15   |
| 10. | "Bankrådgiveren"                 | 3:33   |
| 11. | "Dyrenes Kværn"                  | 2:28   |
| 12. | "Står på en alpetop"             | 3:26   |
| 13. | "Jeg tror sgu jeg blir sindssyg" | 3:40   |
| 14. | "Twillight Zone"                 | 3:30   |
| 15. | "Like a German"                  | 3:11   |
| 16. | "Better be tonight"              | 2:06   |